# Plesiophantes
Plesiophantes es un género de arañas araneomorfas de la familia Linyphiidae. Se encuentra en el Cáucaso ruso y Georgia. 

## Lista de especies
Según The World Spider Catalog 12.0:
- Plesiophantes joosti Heimer, 1981
- Plesiophantes simplex Tanasevitch, 1987
- Plesiophantes tanasevitchi Wunderlich, 1990